# Heikki Haavisto
Heikki Haavisto (Raisio, 1935. augusztus 20. – Raisio, 2022. július 22. ) finn politikus és lobbista, Esko Aho miniszterelnöksége alatt, 1993 és 1995 között külügyminiszter.

## Élete
1935. augusztus 20-án született Finnországban. 1976 és 1994 között a Mezőgazdasági Termelők és Erdőtulajdonosok Központi Szövetsége lobbiszervezetének, az MTK-nak elnöke volt. 1993 és 1995 között a Centrumpárt képviseletében az ország külügyminisztere. Ismeretes arról,  hogy ő volt az egyik főtárgyaló, mikor Finnország az uniós csatlakozásról tárgyalt. Súlyos betegség miatt 1995. január 21-én lemondott külügyminiszteri posztjáról. 2022. július 22-én hunyt el.

## Fordítás
Ez a szócikk részben vagy egészben  a   Heikki Haavisto című angol Wikipédia-szócikk ezen változatának fordításán alapul.  Az eredeti cikk szerkesztőit annak laptörténete sorolja fel. Ez a jelzés csupán a megfogalmazás eredetét és a szerzői jogokat jelzi, nem szolgál a cikkben szereplő információk forrásmegjelöléseként.